# Se piangi, se ridi
『Se piangi, se ridi』（邦題：君に涙とほほえみを）は、イタリアの歌手であるボビー・ソロが1965年に発表した楽曲である。

## 解説
本曲は、イタリアの作詞家・モゴールとロベルト・サッティ（ボビー・ソロ自身のペンネーム）が作詞を手掛け、作曲家のジャンニ・マルケッティとサッティが作曲を手掛けた。
歌唱者のボビー・ソロは、本曲で1965年サンレモ音楽祭に出場し、グランプリを獲得した。
またソロは本曲を引っ下げてユーロビジョン・ソング・コンテスト1965にイタリア代表として出場し、15点を獲得して5位に入賞している。
イタリアのヒットチャート「ミュージカ・ディスチ」の1位獲得曲でもあった。

## 収録曲
1. Se piangi, se ridi（HIT-1185）
2. In Vita Mia

## 日本における本曲の展開
本曲は、日本においては『君に涙とほほえみを』という邦題で、キングレコード（SEVEN SEASレーベル）から発売された。
また安井かずみの訳詞で邦題と同じタイトルで日本語版が制作され、布施明のデビュー第1弾シングルとして発売されている。